# Robert Schediwy

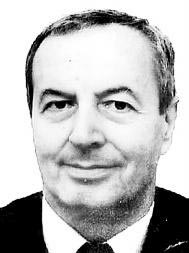
Robert Schediwy, ca. 2005

Robert Schediwy (* 2. Juli 1947 in Wien) ist ein österreichischer Sozialwissenschaftler und Kulturpublizist.

## Leben
Robert Schediwy besuchte das BRG7 Kandlgasse und studierte in der Folge Rechtswissenschaften in Wien, wo er 1969 zum Dr. iur. promovierte, und Volkswirtschaft (in Wien und St. Louis, Missouri, M.A. 1971). Hauptberuflich war er zuerst an der Universität Wien, dann als Leiter des Referats für Konsumgenossenschaften und Gemeinwirtschaft der Wirtschaftskammer Österreich (WKÖ) tätig. Daneben publizierte er zahlreiche Artikel zu politischen, wirtschaftlichen und kulturellen Themen. Schediwy hat an der Universität Wien, an der Webster University Vienna und an der staatlichen Universität Kuopio gelehrt und ist an letzterer seit 1998 im Fach „Social Economy“ habilitiert (finnisch Dosentti).

## Publikationen (Auswahl)
Politik und Wirtschaft:
Schediwys erstes Buch, Empirische Politik (Europaverlag Wien 1980), befasst sich unter anderem mit dem Einfluss der Demoskopie auf die Politik und mit dem Modell der Referendumsdemokratie der Schweiz. Seine genossenschaftswissenschaftlichen Publikationen, beispielsweise seine Beiträge zu J. Brazda, R. Schediwy, Consumer Cooperatives in a Changing World (International Co-operative Alliance, Genf 1989), behandeln vor allem den Lebenszyklus und die Krise genossenschaftlicher und gemeinwirtschaftlicher Unternehmen.
Urbanistische Themen:
Grün in der Großstadt (gemeinsam mit Franz Baltzarek, Edition Tusch 1982) untersucht die ökonomischen Ursprünge urbaner Großgrünflächen. Stadtbildverluste Wien (gemeinsam mit Dieter Klein und Martin Kupf, jüngste Auflage LIT Verlag Wien 2005) behandelt den Untergang wertvoller Wiener Bausubstanz nach 1945 durch spekulativen Druck zur Neubebauung. Städtebilder (LIT Verlag Wien 2005) ist eine Sammlung von Artikeln zu urbanistischen Fragen, die von der Legitimität des Weiterbauens unvollendeter Kathedralen bis zur Architektur des Stalinismus reichen. Rekonstruktion – wiedergewonnenes Erbe oder nutzloser Kitsch? (2011) setzt sich mit der kontrovers diskutierten Frage des Wiederaufbaus zerstörter Bauten und dem Authentizitätsbegriff in der Architektur auseinander, Rückblick auf die Moderne (2014) mit den provokatorischen Ansprüchen der Neuerungstendenzen in Kunst und Literatur des 20. Jahrhunderts
Aus Anlass seines 70. Geburtstages erhielt Schediwy eine Festschrift gewidmet. Sie wurde von Johann Brazda und Holger Blisse herausgegeben und ist auch online zugänglich.
In jüngerer Zeit beschäftigt sich der Autor auch mit „lebensgeschichtlichen Interviews“, einerseits im Sinne der Dokumentation einer Geschichte von unten für die Dokumentation lebensgeschichtlicher Aufzeichnungen am Institut für Wirtschafts- und Sozialgeschichte der Universität Wien – andererseits aber auch im Rahmen des Buches Zeitzeugen und Gestalter österreichischer Wirtschaftspolitik (gemeinsam mit Jörg Mahlich, Wien 2008) bei dem auch Führungspersönlichkeiten, Politiker wie Ferdinand Lacina, Alois Mock und Franz Vranitzky oder Wirtschaftstreibende interviewt wurden.